# Program kształcenia
Program kształcenia (gr. prógramma - obwieszczenie) – rozszerzony plan badania (ewaluacji) w odniesieniu do badania wykształcenia politechnicznego od studentów do całej politechniki jako instytucji lub nawet abstrakcyjnego pojęcia programu badania kształcenia całej dziedziny wiedzy lub dyscypliny naukowej. Program kształcenia jako opis określonych przez uczelnię spójnych efektów kształcenia, zgodny z Krajowymi Ramami Kwalifikacji dla Szkolnictwa Wyższego, oraz opis procesu kształcenia, prowadzącego do osiągnięcia tych efektów, wraz z przypisanymi do poszczególnych modułów tego procesu punktami ECTS.

## Program kształcenia studiów wyższych
Ogólna charakterystyka studiów politechnicznych, dla których tworzony jest program kształcenia, obejmuje następujące podstawowe atrybuty:
- a) nazwę kierunku studiów,
- b) poziom kształcenia,
- c) profil kształcenia,
- d) formę studiów,
- e) tytuł zawodowy uzyskiwany przez absolwenta,

oraz inne ogólne informacje związane z programem kształcenia, które powinny być zawarte w dokumentacji stanowiącej podstawę oceny tego programu, takie jak:
- f) przyporządkowanie do jednego lub większej liczby obszarów kształcenia[2],
- g) wskazanie dziedzin nauki lub sztuki i dyscyplin naukowych lub artystycznych, do których odnoszą się efekty kształcenia,
- h) wskazanie związku z misją uczelni i jej strategią rozwoju,
- i) ogólne cele kształcenia oraz możliwości zatrudnienia (typowe miejsca pracy, jeśli można je wskazać) i kontynuacji kształcenia przez absolwentów studiów,
- j) wymagania wstępne (oczekiwane kompetencje kandydata) – zwłaszcza w przypadku studiów drugiego stopnia,
- k) zasady rekrutacji,
- l) różnice w stosunku do innych programów o podobnie zdefiniowanych celach i efektach kształcenia prowadzonych na uczelni.

Uwaga: Wymaganie określenia elementów (a)-(d) oraz (f)-(h) wynika bezpośrednio z przepisów zawartych w Rozporządzeniu w sprawie warunków prowadzenia studiów (par. 9 ust. 1 pkt 1-3). Warto zauważyć, że konieczność określenia dziedzin i dyscyplin, do których odnoszą się efekty kształcenia, wynika ze sposobu zdefiniowania wymagań kadrowych związanych z
prowadzeniem studiów. Wydaje się, że wyeliminuje to lub przynajmniej znacznie ograniczy trudności interpretacyjne występujące w praktyce działania komisji akredytacyjnych przy
ocenie spełnienia przez jednostkę prowadzącą studia wymagań dotyczących minimum kadrowego.

## Podstawa prawna do tworzenia programów kształcenia
Regulacje prawne nie określają w sposób jawny, jak szeroki tematycznie może być program kształcenia na danym kierunku (teoretycznie, może on odpowiadać pod tym względem obecnie prowadzonemu duŜemu makrokierunkowi lub wąskiej specjalności), to jednak skłaniają one w sposób pośredni do oferowania "szerokich" kierunków, odpowiadających w szczególności dzisiejszym makrokierunkom lub studiom międzykierunkowym. Z przepisów Rozporządzenia w sprawie warunków prowadzenia studiów wynika mianowicie, Ŝe program studiów powinien umożliwić studentowi wybór modułów kształcenia w wymiarze nie mniejszym niż 30% punktów ECTS (par. 5 ust. 2).
Konstytucja RP zapewnia szkołom wyższym autonomię, a zasady ich działania określa ustawa Prawo o szkolnictwie wyższym wraz z nowelizacją z 2014 r. Ministerstwo m.in. nadaje uprawnienia do prowadzenia kierunków, zajmuje się sprawami zgodności działania organów uczelni z przepisami praw i statutem.
- Rozporządzenia w sprawie Krajowych Ram Kwalifikacji dla Szkolnictwa Wyższego,
- Rozporządzenia w sprawie wzorcowych efektów kształcenia,
- Rozporządzenia w sprawie warunków prowadzenia studiów na określonym kierunku i poziomie kształcenia,
- Rozporządzenia w sprawie warunków oceny programowej i oceny instytucjonalnej

### Projektowanie programów kształcenia
Projektując program kształcenia na danym kierunku, poziomie i profilu kształcenia, wydział (lub inna jednostka prowadząca studia) może:
- przyjąć wzorcowy opis efektów kształcenia dla tego kierunku, poziomu i profilu kształcenia, określony w Rozporządzeniu w sprawie wzorcowych efektów kształcenia,
- opracować własny projekt efektów kształcenia.

### Efekty programu kształcenia
Efekty kształcenia osiągnięte przez studentów, którzy zrealizowali program kształcenia politechnicznego, są czymś więcej niż sumą efektów uzyskanych w ramach realizacji poszczególnych modułów (profili) kształcenia, a tylko taka suma może być określona w wyniku analizy (ewaluacji) matrycy efektów kształcenia i profilowania profilu absolwenta studiów politechnicznych.

### Kształcenie i profilowanie
Ma na celu nadaniu absolwentowi studiów politechnicznych zobrazowania w umyśle kształtu i jego profilu w przestrzeni do praktycznego wykorzystania w życiu inżyniera poprzez wszelkie przygotowanie projektów inwestycyjnych takie jak np.: urbanizacyjne, architektoniczne, kolejowych, drogowo-mostowych, transportowych, lotniczych, przemysłowych i innych.

## Zobacz
- Program edukacyjny, Uniwersytety, Akademie, Szkoły wyższe (podyplomowe) podległe Ministerstwu Nauki i Szkolnictwa Wyższego;
- Program reedukacyjny, Szkoły specjalne, ośrodki wychowawcze;
- Program resocjalizacyjny, ośrodki i zakłady penitencjale podległe Ministerstwu Sprawiedliwości i MSWiA;
- Program nauczania, Szkoły, przedszkola publicznie i niepubliczne, ośrodki (O.D.Z.) i placówki podległe Ministerstwu Edukacji Narodowej;
- Program samonauczania; Uczniowie, praktykanci, samoucy;
- Program samokształcenia, Studenci uczelni politechnicznych;
- Program szkolenia, Szkoły służb mundurowych, szkoły i ośrodki oraz zakłady szkolenia, Cech Rzemiosł Różnych oraz inne;
- Program samoszkolenia; słuchacze samodoskonalących kursów multimedialnych lub korespondencyjnych;
- Program utajony, Szkoły podstawowe, szkoły zawodowe, szkoły średnie;
- Program treningowy, Akademia Wychowania Fizycznego, Zakład wyczynowo-treningowy, Akademickie Zespoły Sportowe podległe Ministerstwu Sportu;
- Program ćwiczeń, Szkoły Mistrzostwa Sportowego, kluby sportowe, kluby TKKF i inne;
- Program tresury. Akademie Rolnicze i Zakłady doświadczalne np. tresury cyrkowej zwierząt domowych (koni, psów) czy przysposabianych do hodowli zagrodowej zwierząt.